# .am
.am (Armenia — Армения) — национальный домен верхнего уровня для Армении. Домен в зоне .am может зарегистрировать любой желающий — как резидент, так и нерезидент Армении. Минимальная длина домена — один знак (цифра или буква).
Регистрация доменов org.am, net.am, com.am и подобных запрещена. Создавать сайты непристойного содержания на .am-домене также нельзя. Сняты ограничения на регистрацию доменов известных брендов.
Регистратура зоны .am проверяет каждое доменное имя после его заказа (на это, по регламенту, может уйти до трёх дней) и только после одобрения выставляет счёт; при этом она оставляет за собой право отказать в регистрации без объяснения причин. Оплату можно произвести на два года вперёд. Иногда доменная зона .am позиционируется как зона для радиостанций, работающих в AM-диапазоне и (редко) как зона AMerica. Также домен используют инвестиционные компании, в названии которых используется словосочетание Asset Management (AM). Передача прав администрирования домена другому лицу осуществляется официальным письмом. Домен второго уровня .nkr.am используют для НКР.